# Округ Трип (Јужна Дакота)
Трип (енгл. Tripp County) је округ у америчкој савезној држави Јужна Дакота.

## Демографија
По попису из 2010. године број становника је 5.644, што је 786 (-12,2%) становника мање него 2000. године.
| Група             | 2000.         | 2010.         |
| Белци             | 5.605 (87,2%) | 4.676 (82,8%) |
| Афроамериканци    | 2 (0,0%)      | 6 (0,1%)      |
| Азијати           | 4 (0,1%)      | 12 (0,2%)     |
| Хиспаноамериканци | 55 (0,9%)     | 60 (1,1%)     |
| Укупно            | 6.430         | 5.644         |